# فیکوله
فیکوله (به ایتالیایی: Ficulle) یک شهرک و کومونه در ایتالیا است که در استان ترانی واقع شده‌است. فیکوله ۶۴٫۷ کیلومتر مربع مساحت و ۱٬۷۳۰ نفر جمعیت دارد و ۴۳۷ متر بالاتر از سطح دریا واقع شده‌است.